# Țahnăuți, Rezina
Țahnăuți este un sat din cadrul comunei Țareuca din raionul Rezina, Republica Moldova.

## Geografie

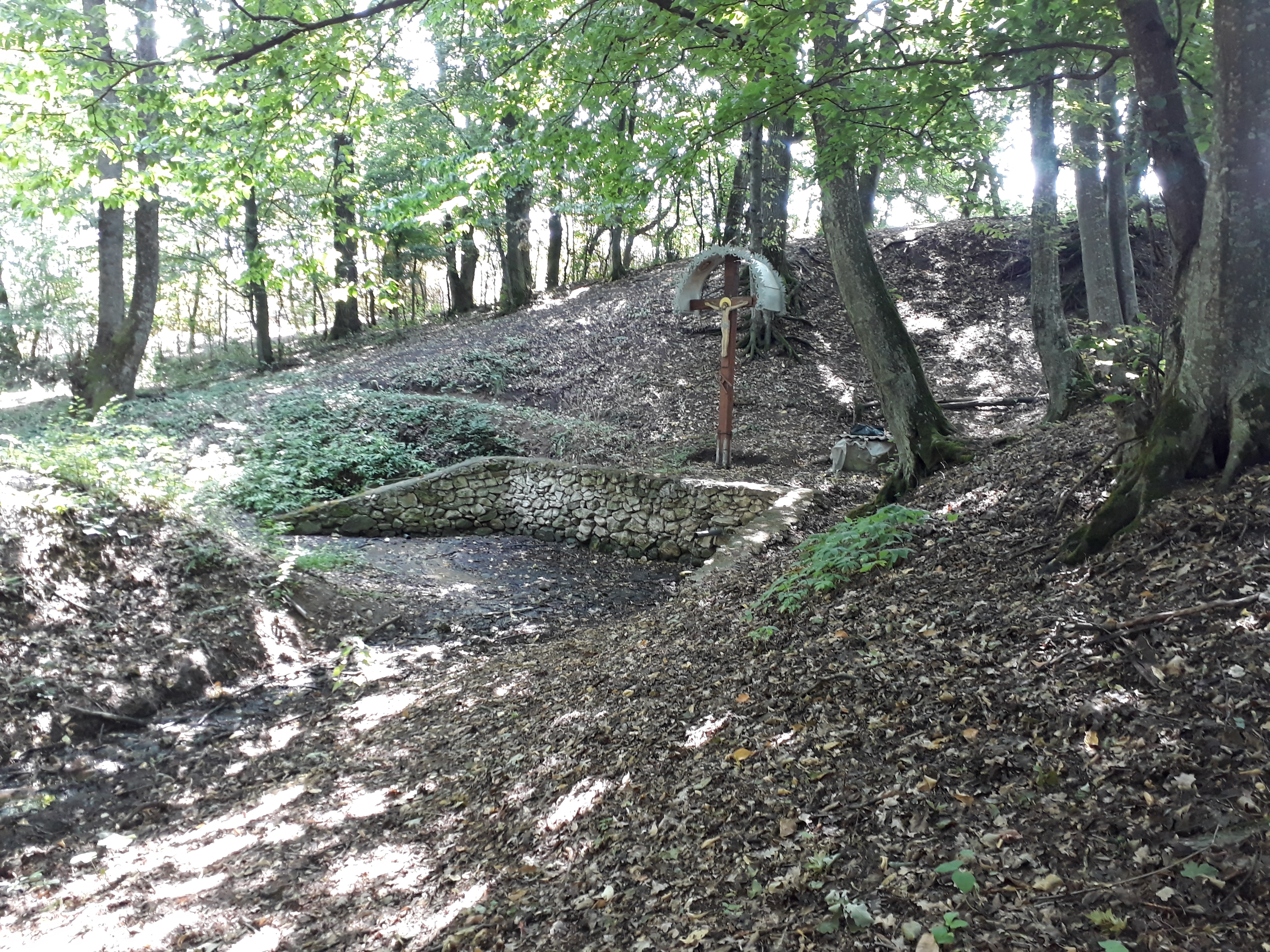
Răstignire cu izvor în pădurea de lângă sat.

Satul este situat la o altitudine de 204 metri deasupra nivelului mării.

## Populație
Conform datelor recensământului populației din 2004, în Țahnăuți locuiau 1.449 de persoane (703 bărbați, 746 femei).
Compoziția etnică a satului, conform aceluiași recensământ:
| Naționalitate | Numărul de locuitori | Compoziția procentuală |
| ------------- | -------------------- | ---------------------- |
| Moldoveni     | 1.407                | 97,1                   |
| Români        | 14                   | 0,97                   |
| Ruși          | 13                   | 0,9                    |
| Ucraineni     | 7                    | 0,48                   |
| Găgăuzi       | 4                    | 0,28                   |
| Țigani        | 1                    | 0,07                   |
| Bulgari       | 1                    | 0,07                   |
| alții         | 2                    | 0,14                   |
| Total         | 1.449                | 100%                   |